# Polycirrus fedorovi
Polycirrus fedorovi är en ringmaskart som beskrevs av Jirkov och Leontovich in Jirkov 200. Polycirrus fedorovi ingår i släktet Polycirrus och familjen Terebellidae. Inga underarter finns listade i Catalogue of Life.